# Zuleikha Robinson
Zuleikha Robinson (Londres, 29 de junio de 1977) es una actriz británica, criada en Tailandia y Malasia por su madre india y su padre inglés. Su nombre es árabe/persa, de la esposa del patriarca José en la tradición musulmana. Se graduó por la Academia Estadounidense de Artes Dramáticas de Los Ángeles.
Interpretó a Yves Adele Harlow en el spin-off de la serie The X-Files, Los pistoleros solitarios. En 2006 interpretó al personaje bengalí Moushumi Mazoomdar en la película de Mira Nair El buen nombre. Tuvo un papel secundario en la serie de HBO Roma, e interpretó a Eva Márquez, una detective de policía de Nueva York, en la serie de televisión de Fox New Amsterdam.
Robinson se unió al elenco de la serie de ABC Lost en 2009, durante su quinta temporada, como un personaje recurrente, Ilana, y participó de forma regular en la sexta temporada.

## Trayectoria
Televisión:
- 2001 - Los pistoleros solitarios, como Yves Adele Harlow.
- 2002 - The X-Files, como Yves Adele Harlow/Lois Runce - Episodio 9-15 "Jump The Shark".
- 2007 - Roma, como Gaia.
- 2008 - New Amsterdam, como Det. Eva Márquez
- 2009-2010 - Lost, como Ilana Verdansky.
- 2012 - Homeland, como Roya Hammad.
- 2013 - The Mentalist, como la Dra. Sonia Kidd - Episodio 5-14 "Red in Tooth and Claw".
- 2013 - Covert Affairs, como Bianca Manning - Episodio 4.09 "Hang Wire".
- 2013 - Once Upon a Time in Wonderland, como Sorceress Amara.
- 2014 - Intelligence, como Amelia.
- 2015 - The Following, como Gwen.
- 2017 - The Exorcist, como Mouse, papel principal, temporada 2.

Cine:
- 2000 - Timecode, como asistente de Lester Moore.
- 2002 - Slash, como Suzie.
- 2004 - El mercader de Venecia, como Jessica.
- 2004 - Hidalgo, como Jazira.
- 2006 - El buen nombre, como Moushumi Mazoomdar.
- 2009 - Fist Full of Love
- 2015 - The Boy.